# Jonas Kindurys
Jonas Kindurys (ur. 10 marca 1946 w Ignalinie) – litewski architekt i dyplomata, konsul generalny Republiki Litewskiej w Rzeczypospolitej Polskiej.
W 1968 roku ukończył studia w Instytucie Politechnicznym w Kownie ze specjalnością architekta, po czym podjął pracę w zawodzie. Od 1998 roku jest zatrudniony w litewskiej służbie dyplomatycznej. W latach 1998–2002 pełnił urząd konsula Litwy w Sejnach. Po powrocie do kraju objął funkcję I sekretarza Departamentu Konsularnego MSZ, a w 2003 roku został doradcą w tymże departamencie.
W latach 2003–2006 piastował urząd konsula w Sowiecku. Od 2006 roku jest konsulem generalnym Republiki Litewskiej w Warszawie.